# 布卢姆茨伯里
布卢姆茨伯里（英語：Bloomsbury）是英国伦敦卡姆登自治市下辖的一個地區，被認為是一處時尚的居住區，也是倫敦眾多文化機構和教育機構的所在地。這裡坐落着倫敦大學的多個成員機構，包括伦敦大学学院、伯貝克學院和倫敦衛生與熱帶醫學院等。此外，位於布卢姆茨伯里的學術和文化機構還包括：大英博物馆、新人文學院、法律大學、皇家戏剧艺术学院、英國醫學會以及世界著名小說《哈利波特》系列的出版商——布卢姆茨伯里出版社。作為倫敦的文化中心，布卢姆茨伯里還是英國知識分子團體布卢姆茨伯里派的主要活動地點，英国作家弗吉尼亚·伍尔夫、李顿·斯特雷奇和经济学家约翰·梅纳德·凯恩斯均為該團體的成員。
布卢姆茨伯里於17世纪在南安普敦伯爵的統領下開始建設，到19世纪贝德福德公爵統領期間，倫敦著名開發商詹姆士·伯頓规划和建造了布卢姆茨伯里的大部分建築設施，使其成為摄政时代的富裕住宅區。現時布卢姆茨伯里以其众多的花園廣場而闻名，包括布卢姆茨伯里广场、羅素廣場和贝德福德广场等。

## 外部連結
- 维基共享资源上的相關多媒體資源：布卢姆茨伯里
- 维基导游上有關布卢姆茨伯里的旅行指南
- 布卢姆茨伯里保护区咨询委员会（BCAAC） （页面存档备份，存于）
- 布卢姆茨伯里旅行指南
- 伦敦大学学院（UCL）布卢姆茨伯里计划 （页面存档备份，存于）